# Sphodromantis lineola
Sphodromantis lineola es una especie de mantis de la familia Mantidae.

## Distribución geográfica y subespecies
Se encuentra en África.
- Sphodromantis lineola lineola (Burmeister, 1838): se encuentra en Angola, Etiopía, Burkina Faso, Costa de Marfil, Gabón, Ghana, Guinea, Camerún, Kenia, Congo, Liberia, Malaui, Malí, Nigeria, Senegal, Sierra Leona, Sudán, Tanzania, Togo y Uganda.

- Sphodromantis lineola pinguis (La Greca, 1967): se encuentra en Angola, Camerún, Congo, Zambia, República Centroafricana y Zimbabue.

- Sphodromantis lineola speciosa (La Greca & Lombardo, 1987): se encuentra en Tanzania.